# Corps mécanisé

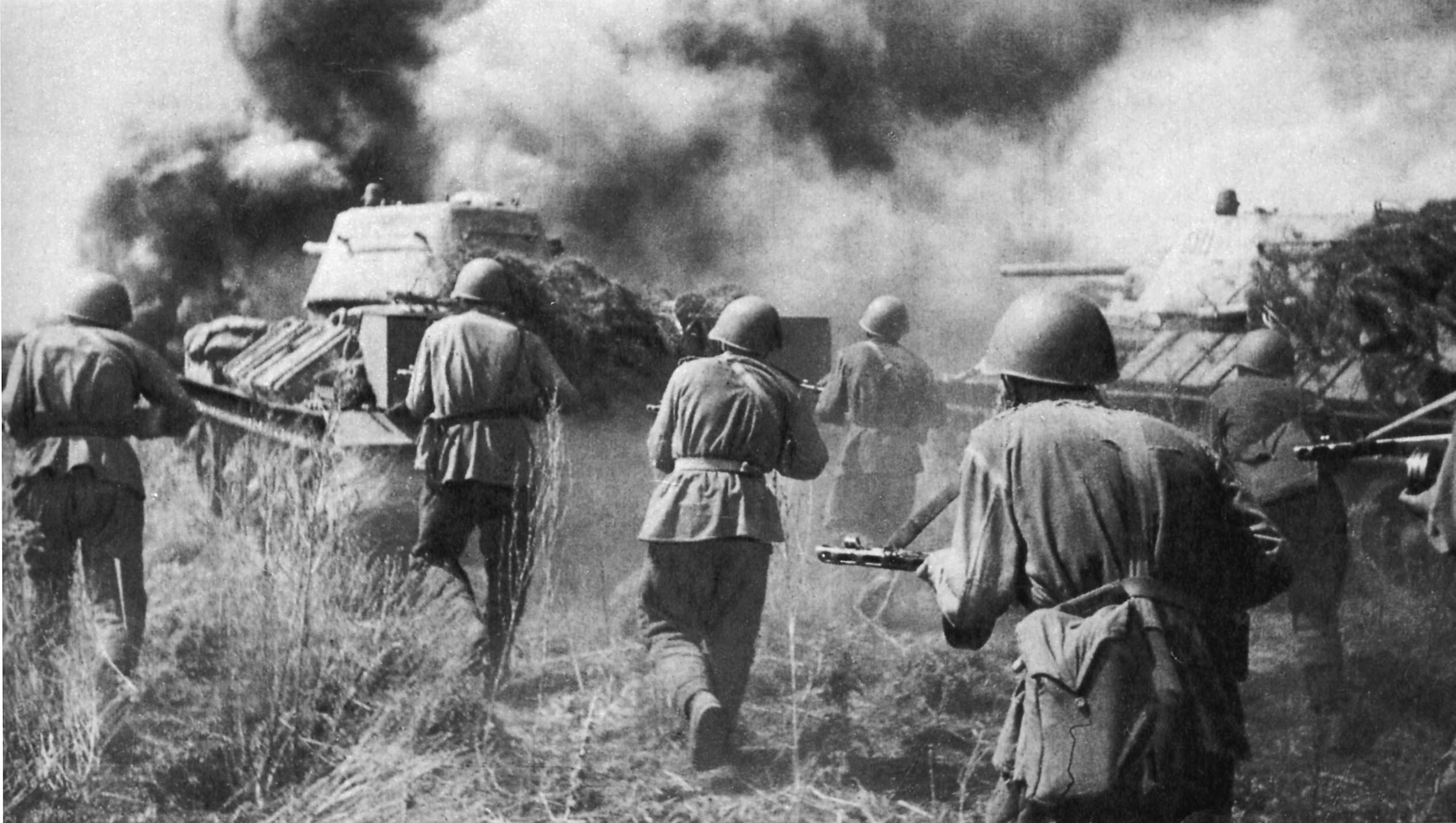
Des chars T-34/76, accompagnés d'infanterie, sont engagés en contre-attaque : le 12 juillet 1943, lors de la bataille de Koursk, le 5e corps mécanisé de la Garde est sacrifié autour de Prokhorovka pour arrêter l'offensive allemande.

Un corps mécanisé (en russe : механизированный корпус, abrégé en мк) est une grande unité de l'Armée rouge, regroupant des unités blindées épaulées par des unités d'infanterie motorisée. Les premiers corps ont été mis sur pied dans les années 1930, atteignant un total de 29 corps mécanisés en juin 1941, juste avant le début de la Grande Guerre patriotique : ils furent presque tous détruits par les forces armées allemandes lors des combats de l'été et de l'automne 1941.
Les corps mécanisés sont recréés en 1942-1943 dans un format plus modeste, au nombre de 13 (puis 14 en 1945), soit en plus petit nombre que les 25 corps de tanks (ou « corps de chars ») soviétiques, avant d'être progressivement transformés en divisions mécanisées à partir de juin 1945. Neuf d'entre eux ont obtenu le titre honorifique de corps mécanisé de la Garde (en russe : гвардейский механизированный корпус, abrégé en гв.мк).
D'autres États ont mis sur pied des formations équivalentes, tels que la République française (le « corps de cavalerie » en 1939-1940) et le royaume d'Italie (le Corpo d'Armata Celere (it) en 1941 et le Corpo d'Armata Motocorazzato (it) en 1943) ; les corps blindés (les Panzerkorps allemands, les танковый корпус soviétiques et l'Armored Corps américains) sont des unités un peu différentes.

## Première formation

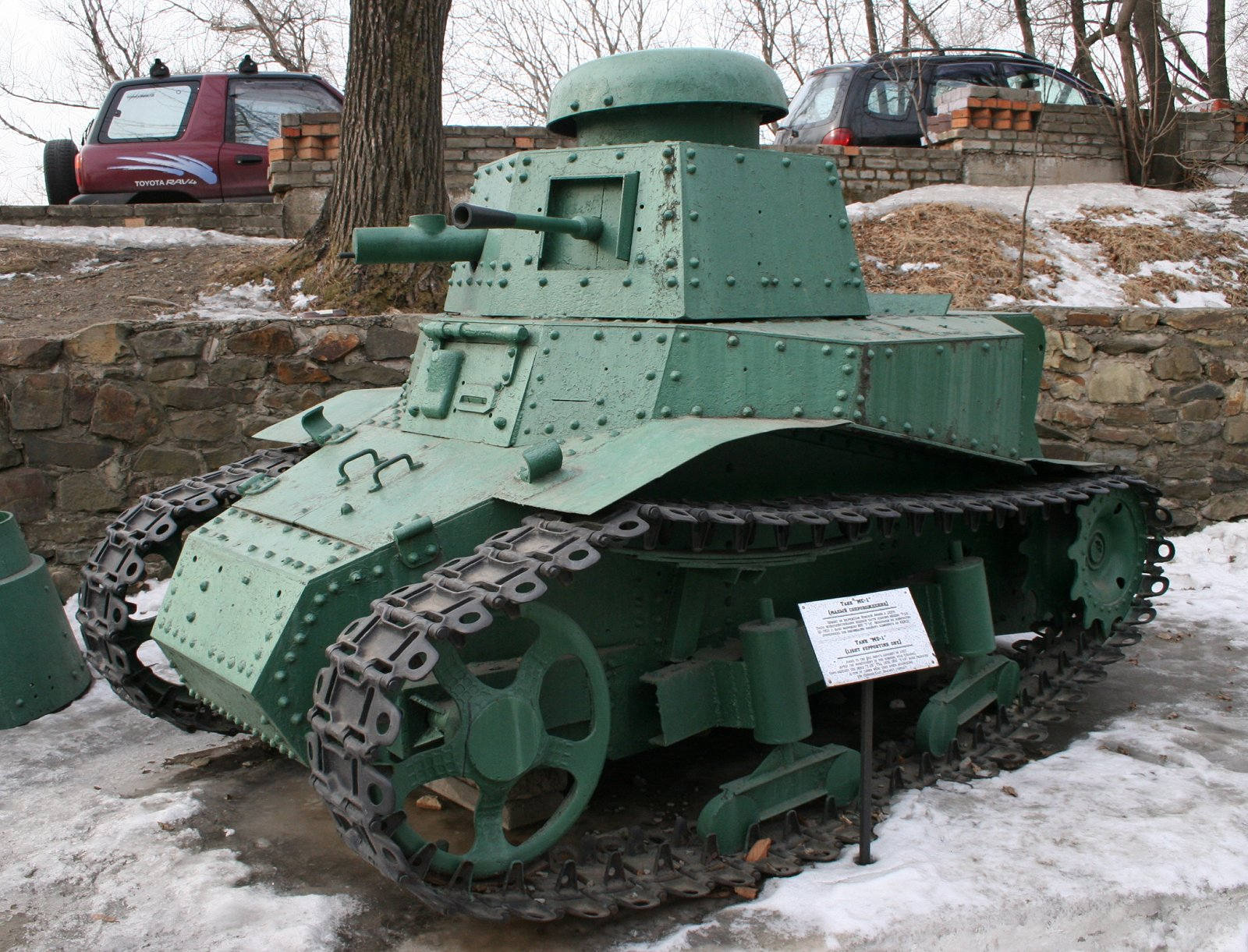
Les premières unités blindées soviétiques sont équipées du char léger MS-1 (alias T-18), inspiré du Renault FT.

Les premiers chars soviétiques sont quatre Renault FT capturés en 1919 pendant la guerre soviéto-polonaise ; les premiers chars « autochtones », du modèle MS-1, ont été construits à partir de décembre 1920. En 1929, est fondée la Direction centrale de la mécanisation et de la motorisation de l'Armée rouge des ouvriers et paysans. Une école allemande de combat blindé (Panzerschule Kama) est installée de 1929 à 1933 à Kazan en Tartarie, tandis que les théoriciens de l'art opératif (notamment Triandafillov et Toukhatchevski) recommandent de regrouper les chars en grandes unités pour mener des opérations en profondeur, en s'enfonçant le plus loin possible en territoire adverse, pour déstructurer tout le système ennemi. La première brigade mécanisée est créée en 1930, comprenant un régiment de 110 tanks MS-1.
La formation des deux premiers corps mécanisés est ordonnée le 11 mars 1932 : le 11e corps mécanisé dans le district militaire de Léningrad (par transformation de la 11e division de fusiliers) et le 45e corps mécanisé dans le district ukrainien (ex 45e division de fusiliers). Le corps mécanisé modèle 1932 est composé de deux brigades mécanisées et une brigade de fusiliers. Toujours en 1932 est fondée l'Académie militaire des troupes mécanisées et motorisées ; en 1936, l'Armée rouge possède quatre corps mécanisés (5e, 7e, 11e et 45e). En août 1938, changement de nom : les corps mécanisés deviennent des corps de tanks (traduisibles aussi par « corps blindés », nos 10, 15, 20 et 25). Mais les retours d'expérience des engagements des chars soviétiques lors de la guerre d'Espagne et des embouteillages lors de la campagne de Pologne sont si négatifs que le commissaire du peuple à la Défense Kliment Vorochilov (l'ennemi de Toukhatchevski) obtient de Joseph Staline l'ordre de disperser les unités blindées le 21 novembre 1939 et de faire disparaître les corps de tanks, ces derniers transformés en 15 divisions mécanisées.
En mai 1940, Vorochilov est remplacé par Semion Timochenko ; l'analyse des réussites allemandes en Belgique et en France entraîne un revirement. Le 6 juillet 1940, le haut-commandement de l'Armée rouge ordonne la recréation de neuf corps mécanisés, puis rajoute en février-mars 1941 vingt autres corps. Leur composition initiale est de deux divisions de tanks, d'une division mécanisée, d'un régiment de motocyclistes, d'un régiment d'artillerie motorisé et d'un bataillon du génie motorisé. Chaque corps mécanisé devait théoriquement aligner 36 000 hommes, 126 chars lourds KV-1 et KV-2, 420 chars moyens T-34/76 et 479 chars légers (T-26, BT-5 et BT-7). Les chars lourds et moyens étant en cours de fabrication, la dotation était loin d'être atteinte en juin 1941.

### Liste des corps mécanisés

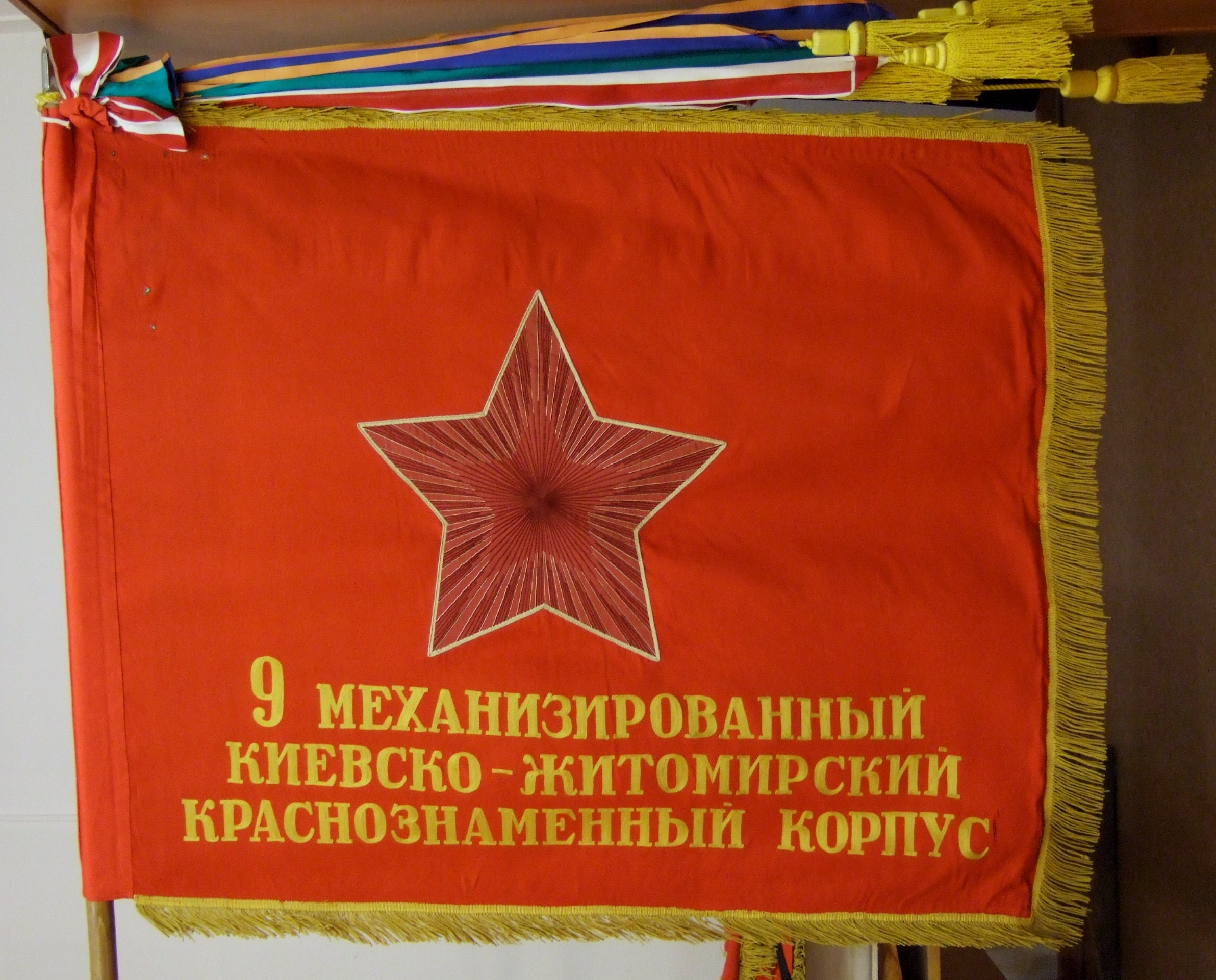
L'étendard du 9e corps mécanisé de la Garde.

Ordre de bataille de l'Armée rouge le 22 juin 1941 face à l'invasion allemande, :
- district militaire de Leningrad (qui devient le front du Nord) de Markian Popov, face au golfe de Finlande, à Hanko, en Carélie et dans la péninsule de Kola :
  - 10e corps mécanisé du major-général Ivan G. Lazarev (affecté à la 23e armée) : 21e et 24e divisions de chars et 198e division motorisée ;
  - 1er corps mécanisé du major-général Mikhail L. Chernyavskiy (en réserve du front) : 1re[6] et 3e divisions de chars, 163e division motorisée ;
- district militaire spécial de la Baltique (qui devient le front du Nord-Ouest) de Fiodor Kouznetsov, en Lituanie et Lettonie ;
  - 12e corps mécanisé du major-général Nikolaï M. Shestopalov (8e armée) : 23e, 28e divisions de chars, 202e division motorisée ;
  - 3e corps mécanisé du major-général Alexeï V. Kourkine (11e armée) : 2e et 5e divisions de chars, 84e division motorisée ;
  - 21e corps mécanisé du major-général Dimitri D. Leluyshenko (en provenance du district militaire de Moscou) : 42e et 46e divisions de chars, 185e division motorisée ;
- district militaire spécial de l'Ouest (qui devient le front de l'Ouest) de Dmitri Pavlov, en Biélorussie :
  - 11e corps mécanisé du major-général Dimitri K. Mostovenko (3e armée) : 29e et 33e divisions de chars, 204e division motorisée ;
  - 14e corps mécanisé du major-général Stepan I. Oborin (4e armée) : 22e et 30e divisions de chars, 205e division motorisée ;
  - 6e corps mécanisé du major-général Mikhail G. Khatskilevich (10e armée) : 4e et 7e divisions de chars, 29e division motorisée ;
  - 13e corps mécanisé du major-général P. N. Akhyustan (10e armée) : 25e et 31e divisions de chars, 208e division motorisée ;
  - 17e corps mécanisé du major-général M. P. Petrov (13e armée) : 27e et 36e divisions de chars, 209e division motorisée ;
  - 20e corps mécanisé du major-général Andreï G. Nikiti (13e armée) : 26e et 38e divisions de chars, 210e division motorisée ;
- district militaire spécial de Kiev (qui devient le front du Sud-Ouest) de Mikhaïl Kirponos, dans la moitié nord de l'Ukraine :
  - 9e corps mécanisé du major-général Constantin Rokossovski (5e armée) : 20e et 35e divisions de chars, 131e division motorisée ;
  - 22e corps mécanisé du major-général Semion M. Kondrusev (5e armée) : 19e et 41e divisions de chars, 215e division motorisée ;
  - 15e corps mécanisé du major-général Ignat I. Karpezo (6e armée) : 10e et 37e divisions de chars, 212e division motorisée ;
  - 4e corps mécanisé du major-général Andreï Vlassov (6e armée) : 8e et 32e divisions de chars, 81e division motorisée ;
  - 16e corps mécanisé du brigadier-général[Quoi ?] Alexei D. Sokolov (12e armée) : 15e et 39e divisions de chars, 204e division motorisée ;
  - 8e corps mécanisé du lieutenant-général Dimitri I. Ryabyshev (26e armée) : 12e et 34e divisions de chars, 7e division motorisée ;
  - 19e corps mécanisé du major-général Nikolaï V. Feklenko (réserve du front) : 40e et 43e divisions de chars, 213e division motorisée ;
  - 24e corps mécanisé du major-général Vladimir I. Chistyakov (réserve du front) : 45e et 49e divisions de chars, 216e division motorisée ;
- district militaire d'Odessa (qui devient le front du Sud) de Yakov Tcherevitchenko, en Bessarabie, dans le Sud de l'Ukraine et en Crimée :
  - 2e corps mécanisé du lieutenant-général Youri V. Novoselskiy (9e armée) : 11e et 16e divisions de chars, 15e division motorisée ;
  - 18e corps mécanisé du major-général Petr V. Volokh (9e armée) : 44e et 47e divisions de chars, 218e division motorisée.

Autres districts, :
- 5e corps mécanisé du major-général Ilia P. Alekseïenko (16e armée, district militaire de Transbaïkalie) : 13e et 17e divisions de chars, 109e division motorisée ;
- 7e corps mécanisé du général-major Vassili I. Vinogradov (20e armée, district militaire de Moscou) : 14e et 18e divisions de chars, 1re division de fusiliers motorisés de Moscou ;
- 23e corps mécanisé du major-général M. A. Miasnikov (19e armée, district militaire d'Orel) : 48e et 51e divisions de chars, 220e division motorisée ;
- 25e corps mécanisé du major-général Semen M. Krivochéine (21e armée, district militaire de la Volga) : 50e et 55e divisions de chars, 219e division motorisée ;
- 26e corps mécanisé du major-général Nikolai I. Kiritchenko (district militaire du Nord Caucase) : 52e et 56e divisions de chars, 103e division motorisée ;
- 27e corps mécanisé du major-général Ivan I. Petrov (district militaire d'Asie centrale) : 9e et 53e divisions de chars, 221e division motorisée (ru) ;
- 28e corps mécanisé du major-général V. V. Novikov (district militaire transcaucasien) : 6e et 54e divisions de chars, 236e division motorisée ;
- 30e corps mécanisé du lieutenant-général V. S. Goloubovskiy (1re armée, district militaire d'Extrême-Orient) : 58e et 60e divisions de chars, 239e division motorisée.

Autres unités dissoutes :
- 29e corps mécanisé, du district militaire de Transbaïkalie, dissous depuis mai 1941 : 57e et 61e divisions de chars, 82e division motorisée.

### Destruction par les Allemands

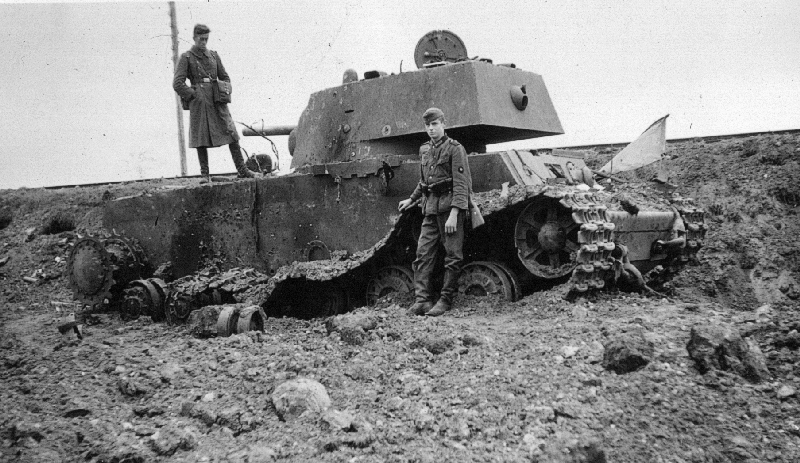
Un char lourd KV-1 soviétique déchenillé puis capturé par les Allemands près de Kovno en juin 1941.

Face à l'attaque allemande qui débute le 22 juin 1941, les corps mécanisés semblent se dissoudre à cause des coups portés par les bombardiers, les anti-chars et les blindés allemands, mais aussi à cause de l'inexpérience des officiers, des nombreuses pannes mécaniques (la maintenance est déficiente, une partie des chars est non opérationnelle au moment de l'attaque allemande), le manque de carburant comme de munitions, la faiblesse des transmissions et la mauvaise coordination interarmes. Par exemple, le 8e corps mécanisé a, en juin 1941, huit types de chars, utilisant quatre carburants et tirant cinq obus différents, pas assez de camions, très peu de radios et il lui manque 20 % de ses officiers, le tout alors que l'aviation allemande a la suprématie aérienne. Au 7e corps mécanisé, dans lequel Iakov Djougachvili (le fils aîné de Staline) est lieutenant d'artillerie dans la 14e division de tanks, il manque 300 officiers subalternes et 800 sous-officiers dans chaque division, un tiers des camions et les trois quarts des camions-citernes.
Les corps mécanisés soviétiques subissent des pertes énormes, non sans porter des coups sévères aux unités allemandes. C'est sur ordre du chef d'État-Major général Gueorgui Joukov qu'est lancée une série de contre-attaques qui sont des missions de sacrifice, mais qui usent considérablement les unités allemandes (avec un ratio d'un char allemand éliminé pour dix soviétiques en 1941) : à Doubno–Brony du 26 au 30 juin contre les flancs du Panzergruppe 1 du général von Kleist, à Lepel du 6 au 11 juillet contre le flanc du Panzergruppe 3 du général Hoth ; à Jlobine le 13 contre le Panzergruppe 2 du général Guderian ; en Ukraine du 10 au 14 (opération Novohrad-Volynsky) ; près de Pskov du 14 au 18 contre le corps motorisé du général Manstein (opération Soltsy–Dno). Par exemple à Rovno, les 8e et 10e divisions blindées ont 24 de leurs 106 KV détruits, 62 autres tombant en panne et sont abandonnés.
À cause notamment du manque d'état-major (les officiers qualifiés ayant été amplement fauchés par les Grandes Purges de 1937-1938, ainsi que dans les chaudrons de l'été 1941), tous les corps d'armée (corps de fusiliers et corps mécanisés) de l'Armée rouge sont théoriquement supprimés par la circulaire de la Stavka du 15 juillet 1941 : les divisions sont désormais directement gérées par l'état-major de l'armée à laquelle elles sont affectées. Même les divisions blindées survivantes sont dissoutes, le principal échelon des troupes blindées devenant la brigade de tanks.

## Seconde formation
En 1942-1943, l'industrie soviétique, déménagée massivement vers l'est, commence à fournir en nombre des chars de combat et des canons automoteurs ; plusieurs unités de cavalerie sont transformées en unités mécanisées ; l'expérience augmente chez les officiers d'état-major : il devient possible de réorganiser les forces blindées et mécanisées de l'Armée rouge. Bénéficiant progressivement d'un meilleur équipement, encadrement et recrutement que les autres unités, elles forment l'élite des troupes soviétiques. En conséquence, à partir de l'automne 1942, sont mis sur pied deux types de grandes unités, les corps de tanks et les corps mécanisés, dont la structure n'est arrêtée qu'à la fin de 1943. Cette réforme est pilotée à la Direction principale des blindées (Главного автобронетанкового управления) du lieutenant-général Iakov Fedorenko (ru). Ces corps sont systématiquement en sous-effectif (manquant tout particulièrement d'infanterie) en 1943-1944 : un corps mécanisé soviétique correspond à peu près à une division blindée allemande (une Panzerdivision). Treize corps mécanisés, théoriquement de 16 314 hommes, 183 chars et 21 (puis jusqu'à 63) canons automoteurs, sont mis sur pied et engagés contre l'Armée allemande et ses alliés européens (Roumains, Italiens, Hongrois et Finlandais), dont neuf obtiennent le titre honorifique « de la Garde » ; la création d'un corps mécanisé supplémentaire est ordonné en juin 1945 pour servir lors de l'offensive soviétique de Mandchourie.

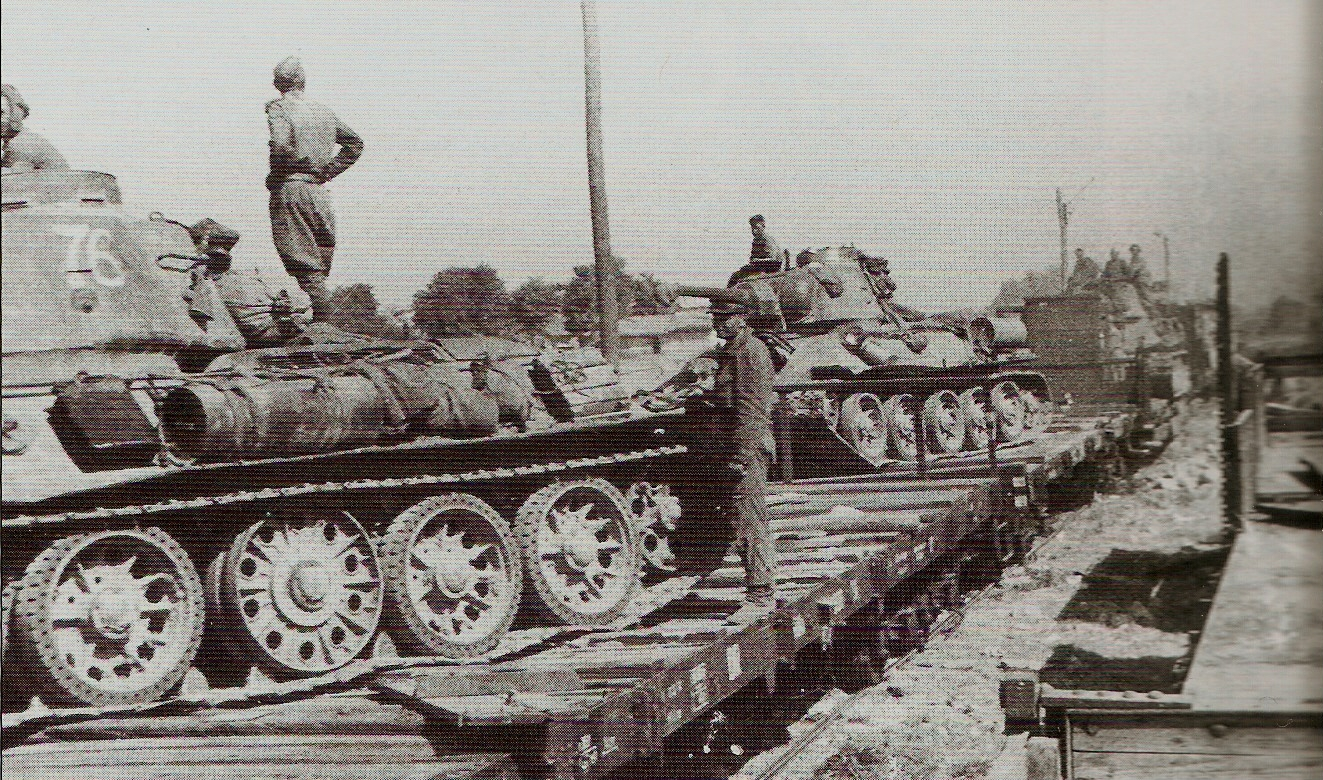
Débarquement des chars T-34/76 du 4e corps mécanisé de la Garde, en août 1944 sur le front roumain. La logistique soviétique dépend essentiellement du transport ferroviaire sur les longues distances du front de l'Est.

Un corps mécanisé est composé théoriquement de trois brigades de fusiliers motorisés (à trois bataillons motorisés, au mieux montés sur camions, soutenus par un bataillon d'artillerie et un autre de mortiers), d'une brigade de tanks (à trois bataillons de chacun 21 chars T-34/85, le tout accompagné d'un bataillon de mitrailleurs), d'un bataillon ou d'un régiment de tanks de réserve (31 ou 41 T-34), d'un régiment d'artillerie automotrice (canons automoteurs SU-76, SU-85, SU-122 ou SU-152), d'un régiment de mortiers (24 tubes de 82 et de 120 mm), d'un régiment antichar (24 canons de 45 ou de 76 mm), d'un régiment antiaérien (18 canons de 37 mm), d'un bataillon de lance-roquettes (huit katiouchas), d'un groupe de reconnaissance (motocycliste), d'un bataillon du génie et d'un bataillon de transmission. À la fin de la guerre, les canons automoteurs sont renforcés (jusqu'à trois régiments pour certains corps) et se rajoutent un bataillon médical, une compagnie du train et une compagnie de réparation (pour la maintenance).
Pour comparaison, un corps de tanks soviétique est composé de trois brigades de tanks (207 T-34), d'une brigade de fusiliers motorisés, de deux régiments d'artillerie automotrice (21 SU-76 et 21 SU-85 ou SU-122), d'un régiment antichar, d'un régiment antiaérien, d'un régiment de mortiers, d'un bataillon de lance-roquettes, d'un régiment de chars lourds (21 IS-2 à partir de 1944), d'un bataillon (puis une brigade) du génie, d'un bataillon de reconnaissance et d'un bataillon de transmission. Soit un total théorique en 1945 de 228 chars, 42 canons automoteurs, 182 pièces d'artillerie et 11 788 hommes.

### Liste des corps mécanisés
- 1er corps mécanisé, recréé le 26 septembre 1942 ;
- 2e corps mécanisé, recréé le 6 octobre 1942, transformé le 25 juillet 1943 en 7e corps mécanisé de la Garde ;
- 3e corps mécanisé, recréé le 15 octobre 1942, transformé le 10 septembre 1943 en 8e corps mécanisé de la Garde ;
- 1er corps mécanisé de la Garde, créé le 22 octobre 1942 à partir de la 1re division de fusiliers de la Garde ;
- 2e corps mécanisé de la Garde, créé le 22 octobre 1942 à partir de la 22e division de fusiliers de la Garde ;
- 4e corps mécanisé, recréé le 24 octobre 1942, transformé le 18 décembre 1942 en 3e corps mécanisé de la Garde ;
- 5e corps mécanisé, recréé le 30 octobre 1942, transformé le 12 septembre 1944 en 9e corps mécanisé de la Garde ;
- 6e corps mécanisé, recréé le 19 décembre 1942, transformé le 9 janvier 1943 en 5e corps mécanisé de la Garde ;
- 4e corps mécanisé de la Garde, créé le 9 janvier 1943 à partir du 13e corps de tanks ;
- 6e corps mécanisé de la Garde, créé le 17 mars 1943 à partir de la 3e division de fusiliers motorisés ;
- 7e corps mécanisé, recréé le 15 octobre 1943 ;
- 8e corps mécanisé, recréé le 12 novembre 1943 ;
- 9e corps mécanisé, recréé le 13 septembre 1943 ;
- 10e corps mécanisé, recréé le 9 août 1945[21].

### Évolution

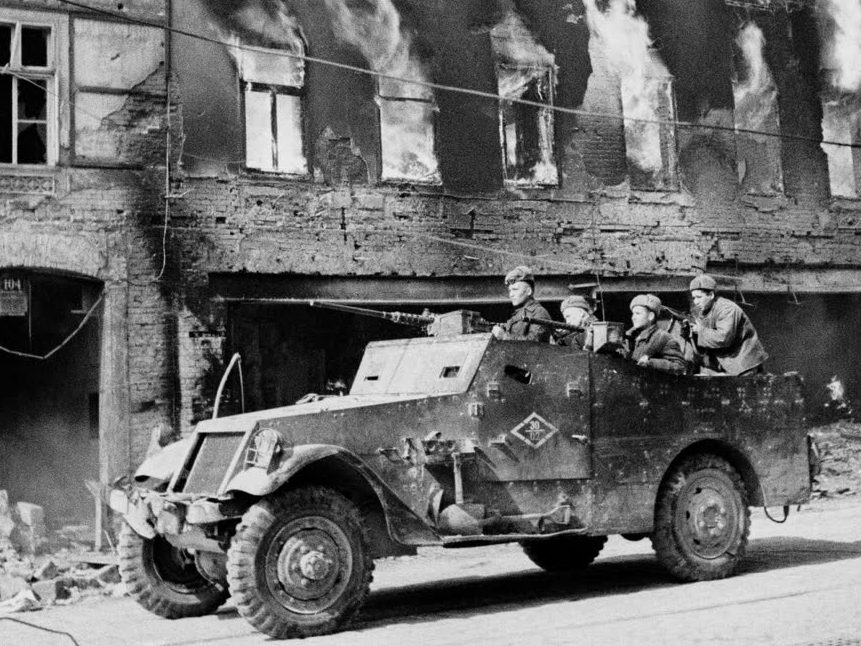
Une voiture blindée М3A1 (de fabrication américaine) du 1er corps mécanisé de la Garde, dans les rues de Vienne en avril 1945.

Rapidement, plusieurs corps sont regroupés pour former un groupe d'exploitation opérationnel, notamment un corps mécanisé avec un corps de cavalerie, pour former un « groupe mécanisé de cavalerie » (par exemple, le groupe Pliev pendant l'opération Bagration). À partir de 1943, six (puis sept en 1945) corps mécanisés et huit corps de tanks sont regroupés pour former six armées de tanks (traduit aussi par « armées de chars »), qui sont de puissants regroupements correspondant à peu près à un corps blindé allemand (un Panzerkorps). Ces armées sont majoritairement composées de deux corps de tanks et d'un corps mécanisé par armée :
- 1re armée de tanks de la Garde : 3e corps mécanisé (à partir de janvier 1943) renommé 8e corps mécanisé de la Garde ;
- 2e armée de tanks de la Garde : 6e corps mécanisé de la Garde (de juillet à septembre 1943) puis 1er corps mécanisé (à partir de septembre 1944) ;
- 3e armée de tanks de la Garde : 2e corps mécanisé (en juillet 1943) renommé 7e corps mécanisé de la Garde (d'août à septembre 1943), puis 9e corps mécanisé (à partir de septembre 1943) ;
- 4e armée de tanks de la Garde : 6e corps mécanisé de la Garde (à partir de mai 1943) ;
- 5e armée de tanks : pas de corps mécanisé ;
- 5e armée de tanks de la Garde : 5e corps mécanisé de la Garde (de mars 1943 à juin 1944) puis 8e corps mécanisé (de novembre 1943 à janvier 1944) ;
- 6e armée de tanks de la Garde : 5e corps mécanisé (à partir de janvier 1944) renommé 9e corps mécanisé de la Garde, auquel se rajoute le 7e corps mécanisé de la Garde (en août 1945).

Les corps mécanisés offrent un bon compromis entre la mobilité, la capacité offensive et celle défensive (cette dernière manquant aux corps de tanks) : un corps peut se déployer pour contrer une contre-attaque blindée allemande, couvrant son front de mines, enterrant son infanterie, pilonnant les concentrations adverses avec ses katiouchas, les accueillant avec ses canons antichars et ses automoteurs. Un des principaux problèmes des corps mécanisés et des corps de tanks soviétiques de la Grande Guerre patriotique est le manque de véhicules de transport de troupe et de camions (il en faut 400 par brigade motorisée). L'infanterie mécanisée (théoriquement montée sur véhicules blindés, comprenant des véhicules de combat d'infanterie, des BMP en russe) soviétique n'est, au mieux, qu'une infanterie motorisée (sur camions) et dans le pire des cas une infanterie à pied qui monte sur les chars pour se déplacer.

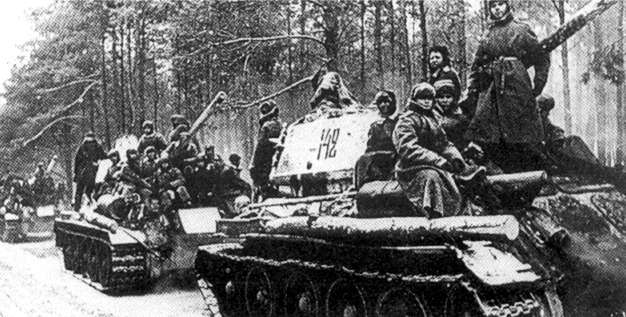
Des fantassins soviétiques portés en grappe sur des chars T-34/76, donc sans protection contre les balles et éclats, pendant l'offensive Vistule-Oder en janvier 1945.
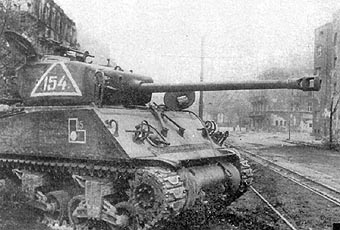
Un char M4A2 (avec canon de 76 mm) du 1er corps mécanisé, à Berlin en avril 1945. La marque sur la tourelle correspond au numéro du char, la marque sur l'avant de la caisse est celle de la 219e brigade.
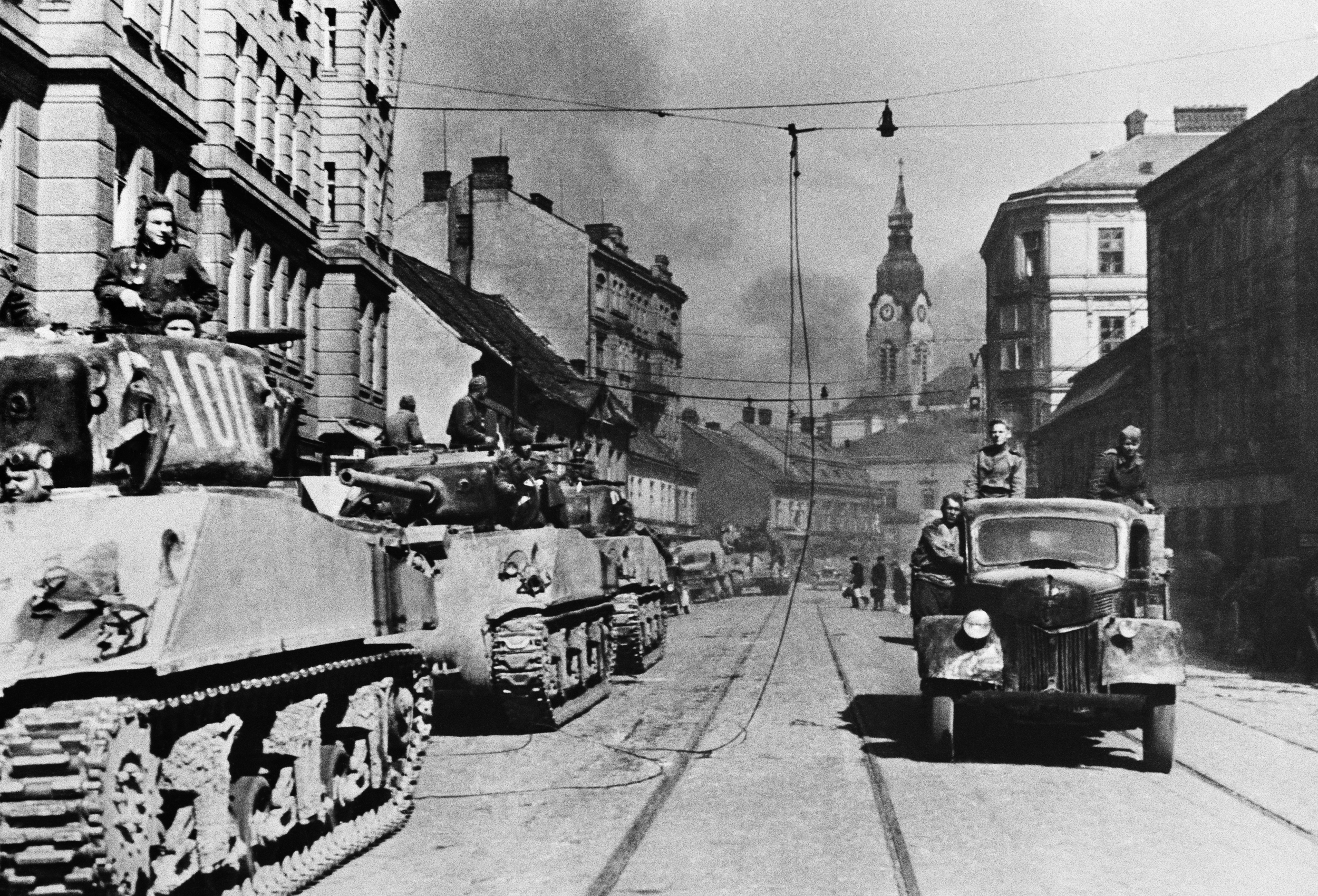
Colonne de M4A2(76)W de la 6e armée de tanks de la Garde dans Brno, le 26 avril 1945, croisant un camion Ford V 3000 S (produit à Cologne-Niehl).

Les 1er (à partir de mars 1945), 5e et 9e corps (dès la fin 1943) mécanisés, ainsi que les 1re (à partir de janvier 1945), 3e (dès le début 1944), 8e et 9e corps mécanisés de la Garde sont équipés avec des chars M4A2 (surnommés tovarichtch Emcha : « camarade M4 ») de fabrication américaine, arrivés via les convois de l'Arctique dans le cadre du programme Prêt-Bail (Lend-Lease). Ces chars, mécaniquement plus fiables et un peu plus confortables que ceux soviétiques, sont complétés par des camions Studebaker, des jeeps Willys, des voitures blindées, des autochenilles (notamment les SU-57), des tracteurs (pour remorquer les chars), des locomotives et des wagons plats (pour le transport ferroviaire), des radios, des munitions, du carburant, des pneumatiques, du tissu, des bottes et des boîtes de corned-beef.
Par ordre du 10 juin 1945, les corps mécanisés sont transformés en divisions mécanisées (en russe : механизированных дивизий, abrégé en мехд), tandis que les corps de tanks le sont en divisions de tanks et les armées de tanks en armées mécanisées (l'application de la réorganisation se fait jusqu'en 1946). Il faut attendre les années 1950 pour que ces grandes unités commencent à devenir vraiment « mécanisées », quand l'infanterie est enfin portée par des BTR-40 et BTR-50, puis les années 1960 pour être épaulée par des BMP-1.